# Férfi gyorskorcsolya-csapatverseny a 2010. évi téli olimpiai játékokon
A 2010. évi téli olimpiai játékokon a gyorskorcsolya férfi csapatversenyét február 26-án és 27-én rendezték a Richmond Olympic Oval pályán, Richmondban. Az aranyérmet a kanadai csapat nyerte. A versenyszámban nem vett részt magyar csapat.

## Rekordok
A versenyt megelőzően a következő rekordok voltak érvényben:
| Világrekord     | Hollandia (NED)   | 3:37,80 | Salt Lake City, Amerikai Egyesült Államok | 2007. március 11. |
| Olimpiai rekord | Olaszország (ITA) | 3:43,64 | Torino, Olaszország                       | 2006. február 15. |

A versenyen háromszor dőlt meg az olimpiai rekord:
| Kanada (CAN)    | 3:42,38 | Vancouver, Kanada | 2010. február 26. |
| Kanada (CAN)    | 3:42,22 | Vancouver, Kanada | 2010. február 26. |
| Hollandia (NED) | 3:39,95 | Vancouver, Kanada | 2010. február 27. |

## Eredmények
A versenyen nyolc csapat vett részt. A negyeddöntőben négy futamban két-két csapat versenyzett, a győztesek az elődöntőbe jutottak, a vesztesek az időeredményeik alapján kerültek a C-, és D-döntőkbe. Az elődöntők győztesei jutottak az A-döntőbe, a vesztesek a B-döntőben a bronzéremért versenyezhettek. A futamokon a táv 8 kör, azaz 3200 méter volt.
Az időeredmények másodpercben értendők. A rövidítések jelentése a következő:
- OR: olimpiai rekord

### Menetrend
| február 26.  | február 26. | február 27. |
| ------------ | ----------- | ----------- |
| Negyeddöntők | Elődöntők   | Döntők      |

### Ágrajz
|  | Negyeddöntők | Negyeddöntők     | Negyeddöntők |  |  | Elődöntők        | Elődöntők        | Elődöntők |        |         | Döntő            | Döntő            | Döntő         |  |
|  |              |                  |              |  |  |                  |                  |           |        |         |                  |                  |               |  |
|  | 1            | Hollandia        | 3:44,25      |  |  |                  |                  |           |        |         |                  |                  |               |  |
|  | 7            | Svédország       | 3:46,40      |  |  | Hollandia        | Hollandia        | 3:43,11   |        |         |                  |                  |               |  |
|  | 6            | Japán            | 3:48,15      |  |  | Egyesült Államok | Egyesült Államok | 3:42,71   |        |         |                  |                  |               |  |
|  | 4            | Egyesült Államok | 3:44,25      |  |  |                  |                  |           |        |         | Egyesült Államok | Egyesült Államok | 3:41,58       |  |
|  | 3            | Kanada           | 3:42,38      |  |  |                  |                  | Kanada    | Kanada | 3:41,37 |                  |                  |               |  |
|  | 5            | Olaszország      | 3:46,35      |  |  | Kanada           | Kanada           | 3:42,22   |        |         |                  |                  |               |  |
|  | 8            | Dél-Korea        | 3:43,69      |  |  | Norvégia         | Norvégia         | 3:43,44   |        |         |                  |                  |               |  |
|  | 2            | Norvégia         | 3:43,66      |  |  |                  |                  |           |        |         | Bronzmérkőzés    | Bronzmérkőzés    | Bronzmérkőzés |  |
|  |              |                  |              |  |  |                  |                  |           |        |         |                  |                  |               |  |
|  |              |                  |              |  |  |                  |                  |           |        |         | Hollandia        | Hollandia        | 3:39,95       |  |
|  |              |                  |              |  |  |                  |                  |           |        |         | Norvégia         | Norvégia         | 3:40,50       |  |

### Negyeddöntők
| Helyezés       | Csapat                                                                        | Idő            | Különbség      | Megjegyzés                  |
| 1. negyeddöntő | 1. negyeddöntő                                                                | 1. negyeddöntő | 1. negyeddöntő | 1. negyeddöntő              |
| -------------- | ----------------------------------------------------------------------------- | -------------- | -------------- | --------------------------- |
| 1.             | Kanada (CAN) · Mathieu Giroux · Lucas Makowsky · Denny Morrison               | 3:42,38        |                | az 1. elődöntőbe jutott, OR |
| 2.             | Olaszország (ITA) · Matteo Anesi · Enrico Fabris · Luca Stefani               | 3:46,35        | +3,97          | a C-döntőbe jutott          |
| 2. negyeddöntő |                                                                               |                |                |                             |
| 1.             | Egyesült Államok (USA) · Chad Hedrick · Jonathan Kuck · Trevor Marsicano      | 3:44,25        |                | a 2. elődöntőbe jutott      |
| 2.             | Japán (JPN) · Dedzsima Sigejuki · Hirako Hiroki · Szugimori Teruhiro          | 3:48,15        | +3,90          | a D-döntőbe jutott          |
| 3. negyeddöntő |                                                                               |                |                |                             |
| 1.             | Norvégia (NOR) · Håvard Bøkko · Mikael Flygind Larsen · Fredrik van der Horst | 3:43,66        |                | az 1. elődöntőbe jutott     |
| 2.             | Dél-Korea (KOR) · Ha Hongszon · I Csongu · I Szunghun                         | 3:43,69        | +0,03          | a C-döntőbe jutott          |
| 4. negyeddöntő |                                                                               |                |                |                             |
| 1.             | Hollandia (NED) · Jan Blokhuijsen · Sven Kramer · Simon Kuipers               | 3:44,25        |                | a 2. elődöntőbe jutott      |
| 2.             | Svédország (SWE) · Joel Eriksson · Daniel Friberg · Johan Röjler              | 3:46,40        | +2,15          | a D-döntőbe jutott          |

### Elődöntők
| Helyezés    | Csapat                                                                      | Idő         | Különbség   | Megjegyzés              |
| 1. elődöntő | 1. elődöntő                                                                 | 1. elődöntő | 1. elődöntő | 1. elődöntő             |
| ----------- | --------------------------------------------------------------------------- | ----------- | ----------- | ----------------------- |
| 1.          | Kanada (CAN) · Mathieu Giroux · Lucas Makowsky · Denny Morrison             | 3:42,22     |             | az A-döntőbe jutott, OR |
| 2.          | Norvégia (NOR) · Håvard Bøkko · Henrik Christiansen · Fredrik van der Horst | 3:43,44     | +1,22       | a B-döntőbe jutott      |
| 2. elődöntő |                                                                             |             |             |                         |
| 1.          | Egyesült Államok (USA) · Brian Hansen · Chad Hedrick · Jonathan Kuck        | 3:42,71     |             | az A-döntőbe jutott     |
| 2.          | Hollandia (NED) · Jan Blokhuijsen · Sven Kramer · Mark Tuitert              | 3:43,11     | +0,40       | a B-döntőbe jutott      |

### Döntők
| Helyezés | Csapat                                                                      | Idő     | Különbség | Megjegyzés |
| A-döntő  | A-döntő                                                                     | A-döntő | A-döntő   | A-döntő    |
| -------- | --------------------------------------------------------------------------- | ------- | --------- | ---------- |
| Arany    | Kanada (CAN) · Mathieu Giroux · Lucas Makowsky · Denny Morrison             | 3:41,37 |           |            |
| Ezüst    | Egyesült Államok (USA) · Brian Hansen · Chad Hedrick · Jonathan Kuck        | 3:41,58 | +0,21     |            |
| B-döntő  |                                                                             |         |           |            |
| Bronz    | Hollandia (NED) · Jan Blokhuijsen · Sven Kramer · Simon Kuipers             | 3:39,95 |           | OR         |
| 4.       | Norvégia (NOR) · Håvard Bøkko · Henrik Christiansen · Mikael Flygind Larsen | 3:40,50 | +0,55     |            |
| C-döntő  |                                                                             |         |           |            |
| 5.       | Dél-Korea (KOR) · Ha Hongszon · I Csongu · I Szunghun                       | 3:48,60 |           |            |
| 6.       | Olaszország (ITA) · Matteo Anesi · Enrico Fabris · Ermanno Ioriatti         | 3:54,39 | +5,79     |            |
| D-döntő  |                                                                             |         |           |            |
| 7.       | Svédország (SWE) · Joel Eriksson · Daniel Friberg · Johan Röjler            | 3:46,18 |           |            |
| 8.       | Japán (JPN) · Dedzsima Sigejuki · Doi Singo · Hirako Hiroki                 | 3:49,11 | +2,93     |            |